# デリバン
デリバンは、オーストラリアで1964年に設立されたアクリル絵の具の製造会社である。シドニー市内西の小さな工場から始まったデリバンは、『環境に優しく、人にも優しいアクリル絵の具をアーティストに使って欲しい』という創業者の理念を守り抜き、専門家用アクリル絵の具、メディウムから、水性版画用絵の具、スクリーン・インク、布用絵の具、アクリル・インク、クラフト用画材や、オーストラリアとEUのコスメティック基準を満たしたフェイスペイント、その他の新しい画材開発まで、すべてにおいてこの経営理念を念頭に、商品の開発、製造販売を行ってきた、オーストラリアの老舗の会社である。2017年には、世界初インミン・ブルーのアクリル絵の具商品化に成功。

## 歴史
1960年代に世界で初めてスチューデント・グレードのアクリル絵の具を商品化。それに続き、安全無害のスクリーンインク、版画用インクの商品化に成功。
1970年代に無害という理由で人々がデリバンのアクリル絵の具をフェイスペイントとして肌に塗っていたことから、世界初、顔や肌に塗れる化粧品品質の絵の具、フェイス＆ボディ・ペイントを商品化。
21世紀に入ってユニークな画材リキッド・ペンシル、ドライ・メディウムなどを商品化した。
会社名デリバンの名称は、英語の派生語（デリバティブ）から派生したものである。

## 主な商品
アクリル絵の具、マティス・シリーズ・専門家用アクリル絵の具
マティスの絵の具には、オーストラリアの色を各種取り揃えた、高粘度アクリル絵の具、マティス・ストラクチャー、低粘度アクリル絵の具、マティス・フロー、流動性アクリル絵の具、マティス・フルーイッド、マットタイプアクリル絵の具、マティス・バックグラウンド、アクリル・インク、マティス・インク等がある。それぞれの粘度の違うアクリル絵の具は用途によって使い分けることができる。マティス・メディウムには、ウェットメディウムとドライメディウムがあり、自由に混ぜることができる。
その他、デリバン絵の具の中には、伝統的な方法、原料を石で砕くことで選ばれた顔料の自然な明るさを高め、維持できるように製造された水彩絵の具、そして珍しいオーストラリアの色も含まれるデリバン・ウォーターカラーや、溶剤を使わないスクリーン・インク、版画用インク等がある。
発売当時のデリバン・フェイス＆ボディ・ペイントは、オーストラリアとEUの化粧品規格に基づき開発された、世界初の顔や体に塗れるアクリル絵の具であった。

## 賞
- 2017年：リキッド・ペンシルがクリエイティブ・プロダクト賞２位をメッセ・フランクフルト、ドイツで受賞。
- 2016年：サステナビリティ・アワード受賞、環境の発展をもたらした者に対しての賞をオーストラリア、カナダベイ・シティより授与される。